# Backsjötjärnen
Backsjötjärnen är en sjö i Strömsunds kommun i Jämtland och ingår i Ångermanälvens huvudavrinningsområde. Sjön har en area på 0,131 kvadratkilometer och ligger 551,9 meter över havet. Backsjötjärnen ligger i Saxvattnet Natura 2000-område.

## Delavrinningsområde
Backsjötjärnen ingår i det delavrinningsområde (717487-147229) som SMHI kallar för Utloppet av Backsjötjärnen. Medelhöjden är 594 meter över havet och ytan är 3,04 kvadratkilometer. Det finns inga avrinningsområden uppströms utan avrinningsområdet är högsta punkten. Vattendraget som avvattnar avrinningsområdet har biflödesordning 4, vilket innebär att vattnet flödar genom totalt 4 vattendrag innan det når havet efter 276 kilometer. Avrinningsområdet består mestadels av skog (86 procent). Avrinningsområdet har 0,13 kvadratkilometer vattenytor vilket ger det en sjöprocent på 4,2 procent.